# FC Brügge
Die Club Brugge Koninklijke Voetbalvereniging, im deutschsprachigen Raum allgemein bekannt als FC Brügge und seltener auch als Club Brügge bezeichnet, ist ein Fußballverein aus der belgischen Stadt Brügge (niederländisch Brugge). Er wurde am 13. November 1891 gegründet und ist einer der ältesten und zudem erfolgreichsten Vereine in Belgien. Mit dem nicht so populären Lokalrivalen Cercle Brügge teilt sich der Verein für seine Heimspiele das 29.062 Zuschauer fassende Jan-Breydel-Stadion.

## Geschichte
Der FC Brügge stieg im Jahr 1959 in die erste belgische Fußballliga auf. Unter dem österreichischen Erfolgstrainer Ernst Happel gelang 1976 der Einzug ins Finale des UEFA-Pokals und zwei Jahre später im Europapokal der Landesmeister. Aber der Verein verlor jeweils gegen den britischen Verein FC Liverpool. Im Jahr 1988 gelang der Einzug ins Halbfinale des UEFA-Pokals, jedoch verlor der Verein gegen Espanyol Barcelona. Auch 1992 scheiterte der FC Brügge im Halbfinale, diesmal im Europapokal der Pokalsieger gegen den späteren Sieger Werder Bremen. In den Saisons 1992/93, 2002/03, 2003/04 und 2005/06 spielte der FC Brügge in der Champions League. In der Saison 2011/12 führte der deutsche Trainer Christoph Daum den Club zur Vizemeisterschaft. Georges Leekens löste im Sommer 2012 Christoph Daum auf der Trainerbank ab, wurde aber im November bereits wieder entlassen. Nachfolger wurde Juan Carlos Garrido, der einen Vertrag bis zum Saisonende mit der Option auf ein weiteres Jahr unterzeichnete. Im September 2013 wurde Garrido durch den früheren belgischen Nationaltorwart Michel Preud’homme ersetzt, dieser im Juni 2017 durch den früheren kroatischen Mittelfeldspieler Ivan Leko.
Mit Ablauf des Vertrages zum Ende der Saison 2018/19 vereinbarten Leko und der FC Brügge, den Trainer-Vertrag nicht zu verlängern. Am 24. Mai 2019 gab der Verein die Verpflichtung seines früheren Spielers und Co-Trainers Philippe Clement als neuen Trainer für drei Jahre ab der Saison 2019/20 bekannt.
Die Hauptrunde der Saison 2018/19 beendete der FC Brügge auf Platz 2 der Tabelle mit sieben Punkten Rückstand hinter dem Führenden, dem KRC Genk. Entsprechend wären für den Meistertitel in der Play-off-Runde drei Punkte aufzuholen gewesen, was nicht gelang. Der FC Brügge beendete auch die Play-off-Runde auf Platz 2. Damit war der Verein an der 3. Qualifikationsrunde der Champions League teilnahmeberechtigt. Durch Siege über Dynamo Kiew und den Linzer ASK qualifizierte sich Brügge für die Gruppenphase. In die Gruppe des FC Brügge wurden der türkische Verein Galatasaray Istanbul, der französische Verein Paris St. Germain und der spanische Verein Real Madrid gelost. Mit drei Unentschieden und drei Niederlagen belegte Brügge am Schluss nur Platz 3 und spielte daher im Sechzehntelfinale der Europa League, wo der Club nach einem 1:1 zu Hause und einer 0:5-Auswärtsniederlage gegen Manchester United ausschied.
In der Saison 2019/20 führte Brügge beim Abbruch der Spielzeit am 29. Spieltag infolge der COVID-19-Pandemie mit 15 Punkten Vorsprung. Da die Abbruchtabelle für die Saisonwertung herangezogen wurde, war Brügge damit Meister und für die Gruppenphase der Champions League qualifiziert. In der Gruppe F waren Borussia Dortmund, Lazio Rom und Zenit St. Petersburg die Gegner. Erneut reichte es nach je zwei Siegen, zwei Unentschieden und zwei Niederlagen nur für Platz 3. Im Sechzehntelfinale der Europa League schied der Verein nach 1:1 zu Hause und einer 0:1-Auswärtsniederlage gegen Dynamo Kiew aus.
In der neuen Saison führte Brügge am Schluss die Hauptrunde mit 16 Punkten Vorsprung auf den nächsten Verein bzw. 20 Punkten auf den KRC Genk an. Durch die Punktehalbierung zur Play-off-Runde waren dies 10 Punkte Vorsprung auf Genk. Nach den sechs Play-off-Spielen war Brügge punktegleich mit Genk. Nur dank des besseren Platzes in der Hauptrunde wurde Brügge erneut belgischer Meister; die Tordifferenz wurde hier nicht zur Entscheidung herangezogen. Anfang Juni 2021 wurde der Vertrag von Clement als Trainer auf unbestimmte Zeit verlängert.
In der Saison 2021/22 schied der FC Brügge aus der Champions League nach einem Sieg, einem Unentschieden und vier Niederlagen als Vierter nach der Gruppenphase aus dem Europapokal aus. Zum Jahreswechsel stand er nach 21 von 34 Spieltagen auf Platz 2 der Division 1A mit sieben Punkten Rückstand auf den Aufsteiger Royale Union Saint-Gilloise. In dieser Situation wechselte Clement auf eigenen Wunsch zur AS Monaco als Nachfolger für den dort entlassenen Niko Kovač. Als neuer Trainer wurde der Niederländer Alfred Schreuder mit einem unbefristeten Vertrag verpflichtet. Mitte Mai 2022 wurde bekannt, dass Schreuder zur neuen Saison zu Ajax Amsterdam wechselt. Erst einige Tage später stand nach dem 5. Spieltag der Play-off-Runde der 18. Meistertitel für den FC Brügge fest.
Ende Mai 2022 wurde der bisherige Co-Trainer Carl Hoefkens zum neuen Cheftrainer mit einem unbefristeten Vertrag befördert. Nach Weihnachten 2022 trennte sich der Verein von ihm. Einerseits erreichte er zwar in der Champions League das Achtelfinale, nachdem man gegen den FC Porto, Bayer 04 Leverkusen und Atlético Madrid überraschend Gruppensieger wurde, andererseits schied der Verein im Achtelfinale des belgischen Pokals aus und stand nach dem 1. Spieltag der Rückrunde in der Division 1A nur auf Platz 4, was der letzte Platz ist, der zur Teilnahme an den Meister-Play-offs berechtigte.
An Silvester 2022 wurde der Engländer Scott Parker als neuer Trainer verpflichtet. Bereits Mitte März 2023 wurde er wieder entlassen, nachdem am Vortag der Verein im Achtelfinale gegen Benfica Lissabon aus der Champions League ausgeschieden war und sechs Spieltage vor Ende der Hauptrunde in der Liga 20 Punkte Rückstand auf Platz 1 hatte. Nachdem der bisherige Co-Trainer Rik De Mil zunächst übergangsweise die Trainingsleitung übernommen hatte, wurde er eine Woche später als Haupttrainer bis zum Ende der Saison 2022/23 verpflichtet.
Der FC Brügge beendete die Hauptrunde der Saison 2022/23 mit 16 Punkten Rückstand auf den Spitzenreiter KRC Genk auf Platz 4, nachdem zeitweise sogar das Verfehlen der Meister-Play-offs möglich war. Entsprechend begann er die Meister-Play-offs mit acht Punkten Rückstand. Bereits nach dem 3. Spieltag der Play-offs stand fest, dass der Verein die Play-offs auf dem letzten Platz beenden werde. Da Royal Antwerpen als Pokalsieger ebenfalls in den Meister-Play-offs spielte, stand damit die Teilnahme an der 2. Qualifikationsrunde der Conference League fest. Bereits zwei Wochen vor Ende der Play-offs wurde als Trainer für die neue Saison 2023/24 Ronny Deila benannt, der seinen Vertrag bei Ligakonkurrent Standard Lüttich gegen eine Ablösesumme auflöste. Rik De Mil wurde angeboten, als Co-Trainer beim Verein zu verbleiben.
Die Hauptrunde der Saison 2023/24 wurde mit 19 Punkten Rückstand auf den Tabellenführer Royale Union Saint-Gilloise auf Platz 4 beendet. Damit ging Brügge mit neun Punkten Rückstand in die Meister-Play-off-Runde. Darauf entschloss sich der Verein nach der Hauptrunde, sich von Deila als Trainer zu trennen. Ein neuer Trainer wird für die neue Saison gesucht. Bis dahin wurde Nicky Hayen, bisheriger Trainer der U-23-Mannschaft Club NXT, mit der Leitung des Trainings beauftragt.
Durch sieben Siege und drei Unentschieden in der Play-off-Runde gelang es dem Verein, in dieser die Führung zu übernehmen und schloss die Saison als belgischer Meister ab. Dabei spielte man am letzten Play-off-Spieltag im Lokalderby gegen Cercle Brügge torlos unentschieden. Bei einer Niederlage des FC Brügge wäre Royale Union Saint-Gilloise belgischer Meister geworden.

## Erfolge
- Belgischer Meister (19)
  - 1919/20, 1972/73, 1975/76, 1976/77, 1977/78, 1979/80, 1987/88, 1989/90, 1991/92, 1995/96, 1997/98, 2002/03, 2004/05, 2015/16, 2017/18, 2019/20, 2020/21, 2021/22, 2023/24
- Belgischer Pokalsieger (12 – Rekordsieger)
  - 1968, 1970, 1977, 1986, 1991, 1995, 1996, 2002, 2004, 2007, 2015, 2025
- Belgischer Supercupsieger (18 – Rekordsieger)
  - 1980, 1986, 1988, 1990, 1991, 1992, 1994, 1996, 1998, 2002, 2003, 2004, 2005, 2016, 2018, 2021, 2022, 2025
- Belgischer Ligapokalsieger (1)
  - 1985

## Stadien
Von der Gründung 1891 bis 1912 traten die Blauw-Zwart im Het Ratteplein an. Im vereinseigenen Albert Dyserynckstadion war der Club 63 Jahre von 1912 bis 1975 ansässig. Danach zog der Club in das neugebaute Jan-Breydel-Stadion um, wo der FC Brügge heute noch seine Heimspiele austrägt.

## Anhänger

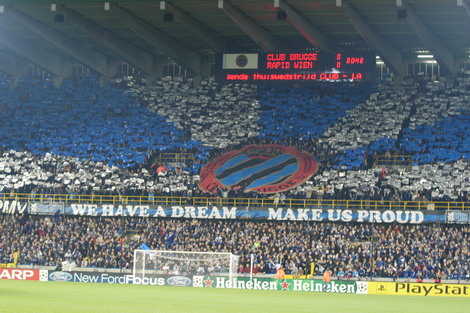
Choreographie beim CL-Spiel gegen Rapid Wien (2005)

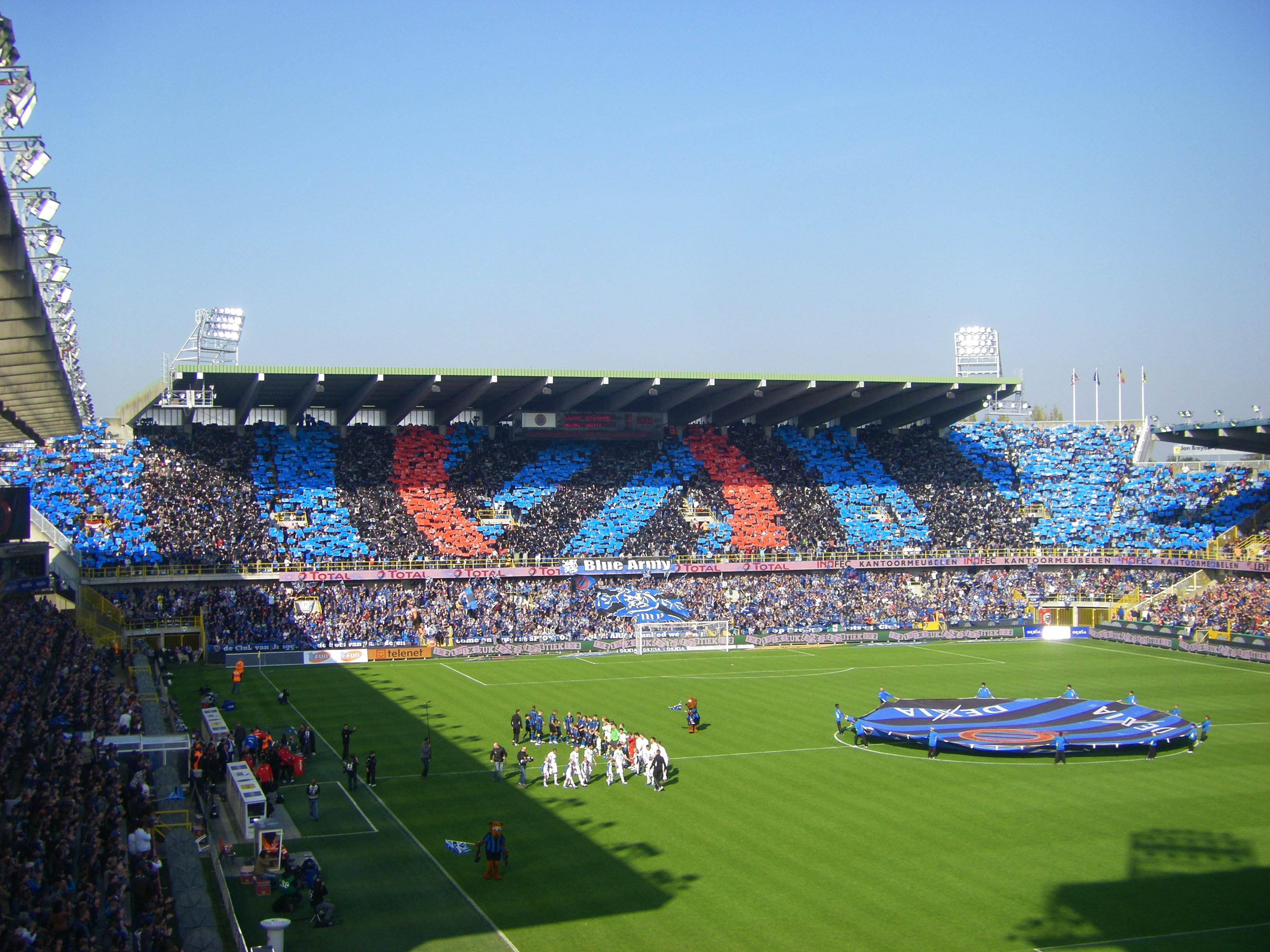
Choreographie beim Regionalderby gegen den KAA Gent (2011)

Der FC Brügge ist einer der populärsten Fußballvereine Belgiens und verfügt über eine landesweite Gefolgschaft. Ein großer Teil seiner organisierten Fans sind in der Blue Army zusammengeschlossen.
Die größte Hooligan-Gruppierung nennt sich Brugge Casual Firm und entstand während der Saison 1999/00. Sie ist auch unter ihren Initialen BCF bekannt.

### Freundschaften
Es besteht eine langjährige Freundschaft mit dem ADO Den Haag. Ein erster Nachweis dieser Verbindung auf Hooligan-Ebene findet sich 1989, als die North Side von Den Haag die Hooligans des Club Brügge (damals unter der Bezeichnung East-Side) beim Auswärtsspiel der ersten Runde im UEFA-Pokal 1989/90 gegen den FC Twente Enschede unterstützte und schwere Krawalle anzettelte. Seither kam es häufiger zu wechselseitigen Besuchen, wenn der Club Brügge in Risikospielen auf Royal Antwerpen, den RSC Anderlecht oder Standard Lüttich bzw. Den Haag in ebensolchen Begegnungen auf Ajax Amsterdam oder Feyenoord Rotterdam traf.
Außerdem bestehen freundschaftliche Kontakte zu Birmingham City, die anlässlich des Aufeinandertreffens der beiden Vereine in der UEFA Europa League 2011/12 entstanden sind.
Zudem pflegt man seit 2021 Freundschaften zu den Fans des SV Meppen.

### Feindschaften
Die größte Rivalität besteht zum RSC Anderlecht, dem belgischen Rekordmeister. Die Mannschaft aus der Region Brüssel-Hauptstadt dominiert die belgische Liga seit dem Ende des Zweiten Weltkriegs, während der FC Brügge erstmals (nach einem frühen Erfolg 1920) in der Saison 1972/73 erfolgreich war, aber im weiteren Verlauf der 1970er Jahre dem Team aus Anderlecht vorübergehend den Rang ablief. Seither besteht zwischen beiden Vereinen die größte überregionale Rivalität im belgischen Vereinsfußball. Während der Club Brügge als traditioneller Arbeiterverein wahrgenommen wird, gilt der RSC Anderlecht eher als Verein der Mittelschicht. Zu schweren Ausschreitungen kam es in einer am 29. Januar 1984 ausgetragenen Begegnung im Jan-Breydel-Stadion, als eine Rauchbombe und ein Dartpfeil in Richtung von Anderlechts Torhüter Jacky Munaron geworfen wurden.
Die größte regionale Rivalität besteht zum KAA Gent aus der Hauptstadt der benachbarten Provinz Ostflandern (Brügge ist die Hauptstadt von Westflandern) und ihre Begegnung gilt als das Derby von Flandern.
Ebenfalls von Bedeutung ist das Stadtderby in Brügge gegen Cercle. Während der Club Brügge seit Anbeginn die flämische Gemeinde – und somit die Bevölkerungsmehrheit – verkörpert, galt Cercle in seiner Anfangszeit als Repräsentant der französischsprachigen katholischen Bourgeoisie. Vom Milieu her waren diese den gehobenen Schichten zuzuordnen, während der Club Brügge vorwiegend die Arbeiterklasse repräsentierte.

## Kader der Saison 2025/26
Stand: 18. August 2025
| Nr.        | Nat.         | Name                 | Geburtstag | im Verein seit | Vertrag bis |     |
| Tor        | Tor          | Tor                  | Tor        | Tor            | Tor         | Tor |
| ---------- | ------------ | -------------------- | ---------- | -------------- | ----------- | --- |
| 16         | Belgien      | Dani van den Heuvel  | 28.05.2003 | 2024           | 2026        |     |
| 22         | Belgien      | Simon Mignolet       | 06.03.1988 | 2019           | 2026        |     |
| 29         | Belgien      | Nordin Jackers       | 05.08.1997 | 2023           | 2029        |     |
|            | England      | Josef Bursik         | 12.07.2000 | 2023           | 2027        |     |
| Abwehr     |              |                      |            |                |             |     |
| 02         | Argentinien  | Zaid Romero          | 15.12.1999 | 2024           | 2028        |     |
| 04         | Ecuador      | Joel Ordóñez         | 21.04.2004 | 2022           | 2028        |     |
| 14         | Niederlande  | Bjorn Meijer         | 18.03.2003 | 2022           | 2027        |     |
| 24         | Nigeria      | Vince Osuji          | 06.04.2006 | 2025           | 2029        |     |
| 41         | Belgien      | Hugo Siquet          | 09.07.2002 | 2024           | 2028        |     |
| 44         | Belgien      | Brandon Mechele      | 28.01.1993 | 2013           | 2027        |     |
| 58         | Belgien      | Jorne Spileers       | 21.01.2005 | 2021           | 2028        |     |
| 64         | Belgien      | Kyriani Sabbe        | 26.01.2005 | 2021           | 2028        |     |
| 65         | Belgien      | Joaquin Seys         | 28.03.2005 | 2024           | 2028        |     |
| Mittelfeld |              |                      |            |                |             |     |
| 06         | Niederlande  | Ludovit Reis         | 01.06.2000 | 2025           | 2029        |     |
| 10         | Norwegen     | Hugo Vetlesen        | 29.02.2000 | 2023           | 2027        |     |
| 11         | Belgien      | Cisse Sandra         | 16.12.2003 | 2021           | 2027        |     |
| 15         | Nigeria      | Raphael Onyedika     | 19.04.2001 | 2022           | 2027        |     |
| 20         | Belgien      | Hans Vanaken         | 24.08.1992 | 2015           | 2027        |     |
| 25         | Serbien      | Aleksandar Stanković | 03.08.2005 | 2025           | 2029        |     |
| 62         | Belgien      | Lynnt Audoor         | 13.10.2003 | 2025           | 2026        |     |
| 70         | Spanien      | Alejandro Granados   | 30.05.2006 | 2025           | 2027        |     |
| Sturm      |              |                      |            |                |             |     |
| 07         | Deutschland  | Nicolò Tresoldi      | 20.08.2004 | 2025           | 2029        |     |
| 08         | Griechenland | Christos Tzolis      | 30.01.2002 | 2024           | 2029        |     |
| 09         | Portugal     | Carlos Forbs         | 19.04.2004 | 2025           | 2029        |     |
| 17         | Belgien      | Romeo Vermant        | 24.01.2004 | 2023           | 2028        |     |
| 19         | Schweden     | Gustaf Nilsson       | 23.05.1997 | 2024           | 2028        |     |
| 21         | Polen        | Michał Skóraś        | 15.02.2000 | 2023           | 2027        |     |
| 67         | Frankreich   | Mamadou Diakhon      | 22.09.2005 | 2025           | 2029        |     |
| 84         | Sudafrika    | Shandre Campbell     | 15.07.2005 | 2025           | 2027        |     |
| 87         | Belgien      | Kaye Furo            | 06.02.2007 | 2025           | 2027        |     |

## Trainer
Eine chronologische Übersicht der Trainer des Vereins seit 1975.
| Amtszeit        | Nat.        | Trainer            |
| --------------- | ----------- | ------------------ |
| 1975–1978       | Osterreich  | Ernst Happel       |
| –               | –           | –                  |
| 1980–1981       | Frankreich  | Gilbert Gress      |
| 1981            | Luxemburg   | Spitz Kohn         |
| 1982–1984       | Deutschland | Georg Keßler       |
| –               | –           | –                  |
| 1997–1999       | Belgien     | Eric Gerets        |
| 1999–2000       | Belgien     | René Verheyen      |
| –               | –           | –                  |
| 2013–2017       | Belgien     | Michel Preud’homme |
| 2017–2019       | Kroatien    | Ivan Leko          |
| 2019–2021       | Belgien     | Philippe Clement   |
| 2022            | Niederlande | Alfred Schreuder   |
| 2022            | Belgien     | Carl Hoefkens      |
| 2023            | England     | Scott Parker       |
| 2023            | Belgien     | Rik De Mil         |
| 06.2023–03.2024 | Norwegen    | Ronny Deila        |
| 03.2024–        | Belgien     | Nicky Hayen        |

## Ehemalige Spieler
- Joseph Akpala (2008–2012)
- Daniel Amokachi (1990–1994)
- Kurt Axelsson (1967–1973)
- Carlos Bacca (2012–2013)
- Boško Balaban (2004–2007)
- Fons Bastijns (1967–1981)
- Jonathan Blondel (2004–2015)
- Fernand Boone (1952–1971)
- Foeke Booy (1989–1993)
- Vital Borkelmans (1989–2000)
- Hugo Broos (1983–1988)
- Tjörven De Brul (1986–1989)
- Kenneth Brylle (1979–1984)
- Pierre Carteus (1966–1974)
- Nastja Čeh (2001–2005)
- Jan Ceulemans (1978–1992)
- Philippe Clement (1999–2009)
- Olivier De Cock (1995–2008)
- Julien Cools (1973–1979)
- Daniël de Cubber (1975–1979)
- Roger Davies (1976–1977)
- Éric Deflandre (1996–2000)
- Marc Degryse (1983–1989)
- Gérard Delbeke (1923–1933)
- Franky Van der Elst (1984–1999)
- Gaëtan Englebert (1999–2008)
- Khalilou Fadiga (1997–2000)
- Frank Farina (1988–1991)
- Ulrik le Fevre (1972–1977)
- Ruud Geels (1972–1974)
- Roger Van Gool (1974–1976)
- Fernand Goyvaerts (1956–1962)
- Peter Van der Heyden (2000–2005, 2010–2011)
- Stéphane Van der Heyden (1991–1996)
- Henk Houwaart (1969–1975)
- Birger Jensen (1974–1988)
- Charles De Ketelaere (2019–2022)
- Eduard Krieger (1975–1978)
- Raoul Lambert (1962–1980)
- Georges Leekens (1972–1981)
- Ivan Leko (2005–2009)
- Hervé Nzelo-Lembi (1995–2002)
- Dirk Medved (1993–1997)
- Walter Meeuws (1978–1981)
- Thomas Meunier (2011–2016)
- Vadis Odjidja-Ofoe (2009–2014)
- Jean-Pierre Papin (1985–1986)
- Ivan Perišić (2009–2011)
- Lior Refaelov (2011–2019)
- Pascal Renier (1992–1998)
- Rob Rensenbrink (1969–1971)
- David Rozehnal (2003–2005)
- Timmy Simons (2000–2005, 2013–2018)
- Jan Sørensen (1977–1983)
- Robert Špehar (1995–1997)
- Ronald Spelbos (1982–1984)
- Lorenzo Staelens (1989–1998)
- Mario Stanić (1995–1996)
- Stijn Stijnen (2000–2011)
- Johny Thio (1963–1975)
- Erwin Vandendaele (1964–1974)
- René Vandereycken (1974–1981)
- Robert De Veen (1902–1914)
- Gert Verheyen (1992–2006)
- Dany Verlinden (1988–2004)
- Sven Vermant (1993–2001, 2005–2008)
- Louis Versyp (1926–1944)
- Ruud Vormer (2014–2023)
- Jelle Vossen (2015–2020)
- Willy Wellens (1981–1986)

## Rekordspieler
(Stand: Saisonende 2023/24; angegeben sind alle Pflichtspiele und -tore)
| Einsätze | Einsätze            | Einsätze            | Einsätze |
| -------- | ------------------- | ------------------- | -------- |
| 01       | Franky Van Der Elst | 1984–1999           | 615      |
| 02       | Dany Verlinden      | 1988–2004           | 572      |
| 03       | Gert Verheyen       | 1992–2006           | 557      |
| 04       | Jan Ceulemans       | 1978–1992           | 506      |
| 05       | Fons Bastijns       | 1967–1980           | 500      |
| 06       | Raoul Lambert       | 1962–1980           | 457      |
| 07       | Vital Borkelmans    | 1989–2000           | 455      |
| 08       | Brandon Mechele     | 2013–               | 434      |
| 09       | Fernand Boone       | 1955–1971           | 416      |
| 10       | Timmy Simons        | 2000–2005 2013–2018 | 412      |

| Tore | Tore              | Tore                | Tore |
| ---- | ----------------- | ------------------- | ---- |
| 01   | Raoul Lambert     | 1962–1980           | 267  |
| 02   | Jan Ceulemans     | 1978–1992           | 244  |
| 03   | Gert Verheyen     | 1992–2006           | 196  |
| 04   | Hans Vanaken      | 2015–               | 127  |
| 05   | Johny Thio        | 1963–1975           | 124  |
| 06   | Lorenzo Staelens  | 1989–1998           | 108  |
| 07   | Marc Degryse      | 1983–1989           | 105  |
| 08   | Sven Vermant      | 1993–2001 2005–2008 | 089  |
| 08   | Pierre Carteus    | 1966–1974           | 089  |
| 10   | René Vandereycken | 1974–1981           | 086  |

## U-23-Mannschaft
Die U-23-Mannschaft des FC Brügge, auch als Club NXT bezeichnet, spielte in der Saison 2020/21 außer Konkurrenz in der Division 1B. In der Vorsaison war drei Vereinen in der Division 1B die Lizenz verweigert wurden. Nachdem am 25. Juli 2020 die Generalversammlung von Pro League beschlossen hatte, einerseits den Abstieg aus der Division 1A infolge deren Abbruch infolge der COVID-19-Pandemie auszusetzen, andererseits, dass zwei Vereine aus der Division 1B aufstiegen, damit in der Division 1A wieder eine gerade Anzahl von Vereinen entstand, waren in der Division 1B vier Plätze neu zu besetzen. Es gab aber nur drei Vereine in der 1. Division Amateure, die für den Fall eines Aufstiegs eine Profi-Lizenz beantragt hatten und diese auch erteilt wurden war.
Um auch in der Division 1B eine gerade Zahl von Vereinen am Spielbetrieb teilnahm, durfte die U-23-Mannschaft außer Konkurrenz teilnehmen. Am belgischen Fußballpokal durfte sie nicht teilnehmen. Sie trug ihre Spiele im Daknamstadion in Lokeren aus, da im Jan-Breydel-Stadion neben der A-Mannschaft des FC Brügge auch noch Cercle Brügge spielte.
Sie belegte in dieser Saison den letzten Platz. In der Saison 2021/22 nahm sie wieder am separaten Nachwuchswettbewerb teil.
Ab der Saison 2022/23 nehmen vier U-23-Mannschaften, darunter auch die des FC Brügge, regulär am Spielbetrieb der Division 1B teil. Spielstätte ist nunmehr das Schiervelde Stadion in Roeselare.